# Khosro Heydari
Khosro Heydari (tiếng Ba Tư: خسرو حیدری, sinh ngày 14 tháng 9 năm 1983) là một cầu thủ bóng đá người Iran hiện tại thi đấu cho Esteghlal F.C. ở vị trí hậu vệ ở Persian Gulf Pro League.

## Sự nghiệp câu lạc bộ
Sau màn trình diễn xuất sắc cho Pas anh chấp nhận lời mời từ Esteghlal F.C. và là một trong những cầu thủ chủ chốt mùa giải 2008–09 cho Esteghlal F.C. để giành chức vô địch. Anh tieps tục màn trình diễn tuyệt vời và trở thành cầu thủ có tầm ảnh hưởng nhất đội bóng. Anh rời Esteghlal F.C. năm 2010, gia nhập Sepahan với hợp đồng 2 năm. Anh giành chức vô địch league cùng với Sepahan và được chuyển về Esteghlal F.C. ngày 23 tháng 7 năm 2011 với bản hợp đồng 2 năm và vô địch Cúp Hazfi trong mùa giải đầu tiên và Iran Pro League mùa giải tiếp theo. Anh gia hạn hợp đồng với FC Esteghlal ngày 13 tháng 7 năm 2013, giúp anh ở lại câu lạc bộ đến 2016. Ngày 19 tháng 6 năm 2016, anh gia hạn thêm một hợp đồng 3 năm, giúp anh ở lại tiếp đến năm 2019.

### Thống kê sự nghiệp câu lạc bộ
Tính đến 9 ِtháng 5 năm 2018
| Thành tích câu lạc bộ | Thành tích câu lạc bộ | Thành tích câu lạc bộ | Giải vô địch | Giải vô địch | Cúp       | Cúp       | Châu lục | Châu lục  | Tổng cộng | Tổng cộng |
| Mùa giải              | Câu lạc bộ            | Giải vô địch          | Số trận      | Bàn thắng    | Số trận   | Bàn thắng | Số trận  | Bàn thắng | Số trận   | Bàn thắng |
| Iran                  | Iran                  | Iran                  | Giải vô địch | Giải vô địch | Cúp Hazfi | Cúp Hazfi | Châu Á   | Châu Á    | Tổng cộng | Tổng cộng |
| --------------------- | --------------------- | --------------------- | ------------ | ------------ | --------- | --------- | -------- | --------- | --------- | --------- |
| 2002–03               | Aboomoslem            | Iran Pro League       | 7            | 0            | 0         | 0         | –        | –         | 7         | 0         |
| 2003–04               | Aboomoslem            | Iran Pro League       | 6            | 0            | 0         | 0         | –        | –         | 6         | 0         |
| 2004–05               | Paykan                | Iran Pro League       | 29           | 1            | 1         | 1         | –        | –         | 291       | 1         |
| 2005–06               | Pas Tehran            | Iran Pro League       | 22           | 1            | 1         | 1         | –        | –         | 221       | 1         |
| 2006–07               | Pas Tehran            | Iran Pro League       | 25           | 0            | 2         | 1         | –        | –         | 27        | 1         |
| 2007–08               | PAS Hamedan           | Iran Pro League       | 31           | 0            | 3         | 0         | –        | –         | 34        | 0         |
| 2008–09               | Esteghlal F.C.        | Iran Pro League       | 33           | 1            | 1         | 0         | 6        | 0         | 40        | 1         |
| 2009–10               | Esteghlal F.C.        | Iran Pro League       | 32           | 0            | 1         | 0         | 7        | 0         | 40        | 0         |
| 2010–11               | Sepahan               | Iran Pro League       | 31           | 1            | 2         | 0         | 7        | 0         | 40        | 1         |
| 2011–12               | Esteghlal F.C.        | Iran Pro League       | 26           | 0            | 1         | 0         | 5        | 2         | 32        | 2         |
| 2012–13               | Esteghlal F.C.        | Iran Pro League       | 30           | 1            | 4         | 0         | 7        | 1         | 41        | 2         |
| 2013–14               | Esteghlal F.C.        | Iran Pro League       | 18           | 0            | 2         | 0         | 8        | 1         | 28        | 1         |
| 2014–15               | Esteghlal F.C.        | Iran Pro League       | 24           | 1            | 3         | 0         | –        | –         | 27        | 1         |
| 2015–16               | Esteghlal F.C.        | Iran Pro League       | 18           | 0            | 3         | 0         | –        | –         | 21        | 0         |
| 2016–17               | Esteghlal F.C.        | Iran Pro League       | 17           | 0            | 2         | 0         | 7        | 0         | 26        | 0         |
| 2017–18               | Esteghlal F.C.        | Iran Pro League       | 15           | 0            | 4         | 1         | 6        | 0         | 25        | 1         |
| Tổng cộng sự nghiệp   | Tổng cộng sự nghiệp   | Tổng cộng sự nghiệp   | 364          | 6            | 30        | 4         | 53       | 4         | 447       | 12        |

1 Thống kê chưa đầy đủ.
- Kiến tạo

| Mùa giải | Đội bóng       | Kiến tạo |
| -------- | -------------- | -------- |
| 05–06    | Pas Tehran     | 3        |
| 06–07    | Pas Tehran     | 2        |
| 07–08    | Pas Hamedan    | 7        |
| 08–09    | Esteghlal F.C. | 7        |
| 09–10    | Esteghlal F.C. | 13       |
| 10–11    | Sepahan F.C.   | 5        |
| 11–12    | Esteghlal F.C. | 2        |
| 12–13    | Esteghlal F.C. | 4        |
| 13–14    | Esteghlal F.C. | 5        |
| 14–15    | Esteghlal F.C. | 4        |
| 15–16    | Esteghlal F.C. | 6        |
| 16–17    | Esteghlal F.C. | 2        |

## Sự nghiệp quốc tế

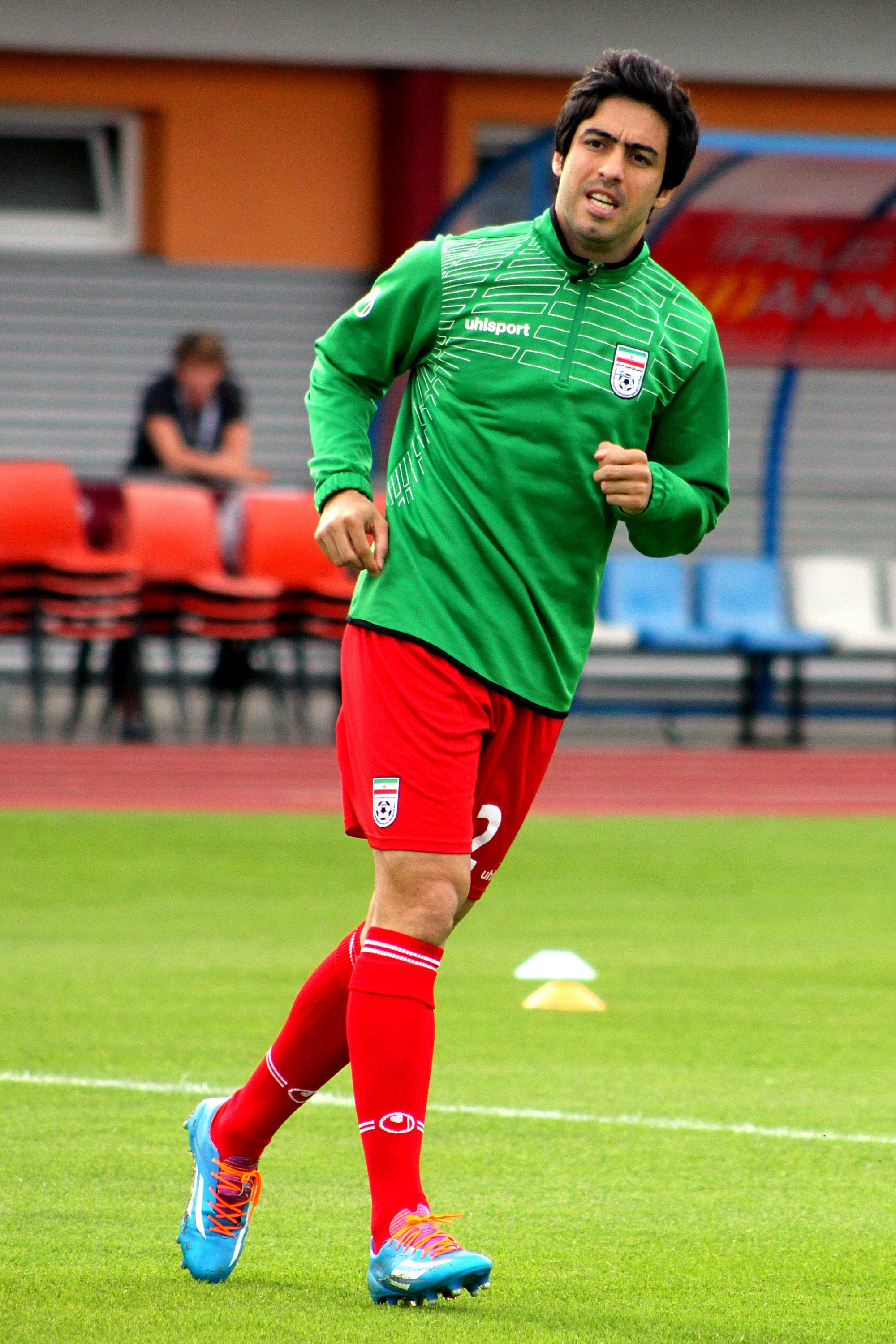
Heydari trong một trận khởi động trước World Cup

Khosro Heydari là thành viên của Đội tuyển bóng đá U-23 quốc gia Iran, tham gia ở Đại hội Thể thao châu Á 2006. Anh được triệu tập vào đội tuyển vào tháng 6 năm 2007 tham dự West Asian Football Federation Championship 2007. Anh có màn ra mắt cho Iran trong trận đấu với Palestine. Anh đá ở Vòng loại giải vô địch bóng đá thế giới 2010 và Vòng loại giải vô địch bóng đá thế giới 2014 cho Team Melli. Anh cũng góp mặt trong Vòng loại Cúp bóng đá châu Á 2011 và Vòng loại Cúp bóng đá châu Á 2015. Anh đá cho Team Melli ở West Asian Football Federation Championship 2010, Cúp bóng đá châu Á 2011, 2014 World Cup và 2015 Asian Cup.

### Thi đấu quốc tế
| Iran      | Iran    | Iran      |
| Năm       | Số trận | Bàn thắng |
| --------- | ------- | --------- |
| 2007      | 1       | 0         |
| 2009      | 10      | 0         |
| 2010      | 11      | 0         |
| 2011      | 11      | 0         |
| 2012      | 7       | 0         |
| 2013      | 5       | 0         |
| 2014      | 8       | 0         |
| 2015      | 6       | 0         |
| Tổng cộng | 59      | 0         |

## Danh hiệu

### Câu lạc bộ
Aboomoslem
- Cúp Hazfi: 2004–05 (Á quân)

Pas
- Iran Pro League: 2005–06 (Á quân)

Esteghlal
- Iran Pro League: 2008–09, 2012–13
- Cúp Hazfi: 2011–12, 2017–18, 2015–16 (Á quân)

Sepahan
- Iran Pro League: 2010–11